# Ablemma baso
Espèce
Ablemma baso est une espèce d'araignées aranéomorphes de la famille des Tetrablemmidae.

## Distribution
Cette espèce est endémique de Sumatra en Indonésie. Elle se rencontre dans la grotte Ngalau Baso.

## Description
Le mâle décrit par Lehtinen en 1981 mesure 0,9 mm et la femelle 0,9 mm.

## Étymologie
Son nom d'espèce lui a été donné en référence au lieu de sa découverte, la grotte Ngalau Baso.

## Publication originale
- Roewer, 1963 : Über einige neue Arachniden (Opiliones und Araneae) der orientalischen und australischen Region. Senckenbergiana Biologie, vol. 44, no 3, p. 223-230.